# Shawntae Spencer
Shawntae Spencer (Rankin, 22 febbraio 1982) è un giocatore di football americano statunitense che gioca nel ruolo di cornerback per gli Oakland Raiders della National Football League. Fu scelto nel corso del secondo giro (58º assoluto) del Draft NFL 2004 dai 49ers. Al college giocò a football all'Università di Pittsburgh.

## Carriera professionistica

### San Francisco 49ers
Spencer fu scelto nel corso del secondo giro del Draft 2004 dai 49ers. Il 30 luglio firmò il suo contratto con la franchigia.
Debuttò nella NFL il 12 settembre 2004 contro gli Atlanta Falcons.
Il 30 ottobre 2005 contro i Tampa Bay Buccaneers fece il suo primo intercetto in carriera. Il 13 novembre contro i Chicago Bears fece il suo secondo intercetto stagionale. Il 27 novembre contro i Tennessee Titans intercettò e fece il suo primo touchdown in carriera. Il 24 dicembre contro i St. Louis Rams fece il suo quarto intercetto stagionale.
Il 12 novembre 2006 contro i Detroit Lions fece il suo primo sack in carriera forzando un fumble poi recuperato dai 49ers. Il 14 dicembre contro i Seattle Seahawks dopo aver saltato 3 partite per un infortunio alla caviglia fece un intercetto sul lancio di Matt Hasselbeck.
Il 10 settembre 2007 contro gli Arizona Cardinals fece un importantissimo intercetto a 10 secondi dalla fine della partita. Il 25 novembre contro i Cardinals si infortunò al quadricipite saltando il resto delle partite.
Il 16 ottobre 2008 venne messo sulla lista degli infortunati per un problema al ginocchio.
Il 27 settembre 2009 contro i Minnesota Vikings fece un intercetto sul lancio di Brett Favre. Il 20 novembre contro i Philadelphia Eagles intercettò un lancio di Donovan McNabb.
Il 26 settembre 2010 contro i Kansas City Chiefs fece un intercetto sul lancio di Matt Cassel. Il 3 ottobre contro i Falcons intercettò un lancio di Matt Ryan. Il 31 ottobre contro i Denver Broncos intercettò per la terza volta in stagione.
Nella stagione 2011 saltò varie partite per un infortunio al muscoli ischiocrurali e non scese in campo mai da titolare.
Il 15 marzo 2012 venne svincolato dai 49ers.

### Oakland Raiders
Il 20 marzo 2012 firmò come unrestricted free agent con i Raiders. Il 16 settembre contro i Miami Dolphins nella sua 100a partita nella NFL uscì per un infortunio al piede che lo costrinse a saltare le sei partite successive, prima di venir messo sulla lista infortunati il 10 novembre.

## Vittorie e premi
Nessuno

## Statistiche
| Partite totali             | 100 |
| Partite totali da titolare | 74  |
| Tackle totali              | 348 |
| Intercetti fatti           | 11  |
| Fumble forzati             | 3   |
| Fumble recuperati          | 3   |